# Fiedieracija Futboła SSSR
Fiedieracija Futboła SSSR (ros. Федерация футбола СССР) – związek piłkarski w Związku Radzieckim utworzony 6 maja 1959 w wyniku przekształcenia Sekcji Piłki Nożnej założonej 27 grudnia 1934. Działalność Federacji była ukierunkowana na rozwój i promocję piłki nożnej w ZSRR. Związek prowadził reprezentację kraju oraz radzieckie rozgrywki ligowe. Siedzibą związku była Moskwa. Pierwszy Prezes – Walentin Granatkin.

## Historia
Po ustanowieniu władzy radzieckiej w byłym Imperium Rosyjskim działalność klubów piłkarskich została zakazana. Jednak piłka nożna w życiu kraju nie została zatrzymana. W lipcu 1920 odbyły się pierwsze mistrzostwa w Rosyjskiej FSRR, które wygrał zespół reprezentujący miasto Moskwę. We wrześniu 1923 odbyły się pierwsze mistrzostwa Związku Radzieckiego, które zdobył również zespół Moskwy. W sierpniu 1928 odbyła się pierwsza Ogólnopaństwowa Spartakiada Narodów ZSRR, na której m.in. rozgrywany był turniej piłki nożnej.
W dniu 27 maja 1934 została wprowadzona nagroda Zasłużony Mistrz Sportu ZSRR, którą nagrodzono ośmiu piłkarzy w tym że roku.
W dniu 27 grudnia 1934 Państwowa Rada Kultury Fizycznej Centralnego Komitetu Wykonawczego ZSRR powołała specjalną publiczną organizację, która otrzymała nazwę Sekcja Piłki Nożnej ZSRR i była odpowiedzialna za organizację zawodów w piłce nożnej w kraju. Pierwszym przewodniczącym Sekcji Piłki Nożnej ZSRR został wybrany Aleksiej Sokołow. Jednocześnie Ministerstwo Sportu ZSRR (Komitet Sportowy) utworzyło Dyrekcję, która także zarządzała radziecką piłką nożną. Ale FIFA za przedstawiciela ZSRR, uznawała jedynie Sekcję Piłki Nożnej ZSRR. Podwójna kontrola piłki nożnej w ZSRR istniała do 1972, kiedy to Federacja została zlikwidowana.
27 lipca 1947, na Kongresie FIFA w Luksemburgu złożono wniosek o przyjęcie Sekcji Piłki Nożnej ZSRR do FIFA. Później, 27 września 1947 Kongres FIFA w Rotterdamie zatwierdził decyzję o przyjęciu Sekcji Piłki Nożnej ZSRR do FIFA. Dla kraju zostało przyznane stanowisko wiceprezydenta FIFA, na które został wybrany Walentin Granatkin.
W 1950 Walentin Granatkin objął stanowisko Prezesa Sekcji Piłki Nożnej ZSRR.
6 maja 1959 na konferencji inauguracyjnej Sekcja została przekształcona w Związek Piłki Nożnej ZSRR. Związek Piłki Nożnej miał na celu organizację mistrzostw, stosunków międzynarodowych i rozwój radzieckiej piłki nożnej w całości. Pierwszym przewodniczącym został wybrany Walentin Granatkin.
Ze względu na podwójne przywództwo piłki nożnej w kraju, w 1972 Federacja Piłki Nożnej ZSRR została zlikwidowana. Od tego czasu następuje gwałtowny spadek wyników reprezentacji ZSRR. W okresie od 1972 do 1982 reprezentacji ZSRR nie udało się zakwalifikować do mistrzostw świata i Europy. W historii radzieckiej piłki nożnej nastąpił najgorszy okres. Zauważono, że lepsze wyniki w piłce nożnej osiągnięto w tych latach, kiedy to zarządzano przez dwie organizacje piłkarskie – publiczną i państwową. Dlatego w 1990 została przywrócona Federacja Piłki Nożnej ZSRR.
Po rozpadzie ZSRR, 8 lutego 1992 został założony Rosyjski Związek Piłki Nożnej. Na prezydenta został wybrany Wiaczesław Kołoskow. 3 lipca 1992 FIFA uznała Rosyjski Związek Piłki Nożnej za następcę Federacji Futbolu ZSRR.

## Turnieje organizowane przez Związek
- Mistrzostwa ZSRR
- Puchar ZSRR
- Superpuchar ZSRR
- Puchar Federacji Piłki Nożnej ZSRR
- Puchar Złoty Kołos
- Puchar Nadziei ZSRR
- Puchar Juności